# Macizo de Anaga
Macizo de Anaga is een gebergte in het noordoosten van het Spaanse eiland Tenerife. Het hoogste punt is op 1024 m en heet Cruz de Taborno.
De bergen zijn gevormd na een vulkanische eruptie ongeveer 7 tot 9 miljoen jaar geleden, en daarmee ook een van de oudste delen van het eiland. In verschillende bergdorpen (o.a. Afur en Chinamada) zijn nog  rotswoningen in gebruik. De belangrijkste plaatsen zijn Taganana, Igueste de San Andrés en San Andrés. Volgens de legende werd bij de plaats El Bailadero aan hekserij gedaan.
Het is deels een natuurpark, Parque Rural de Anaga, en sinds 2015 is het ook Biosfeerreservaat, kenmerkend voor het natuurpark zijn de zilverlaurierbossen.

## Galerij

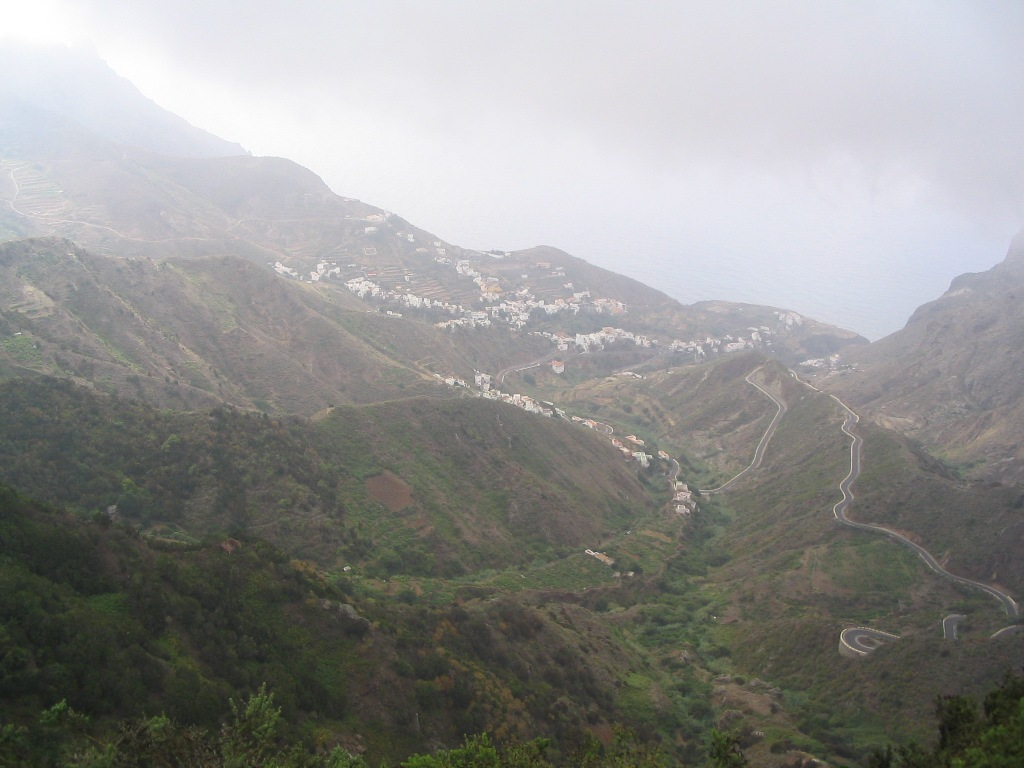
Uitzicht
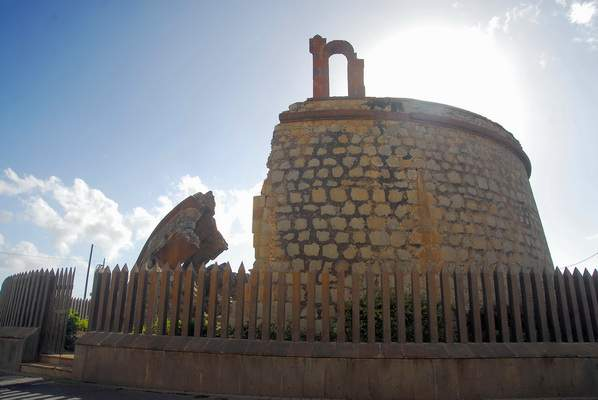
Kasteel San Andrés